# Jerzy Surdykowski
Jerzy Surdykowski (ur. 14 marca 1939 w Warszawie) – polski publicysta, dziennikarz, pisarz i dyplomata, działacz opozycji demokratycznej w okresie PRL.

## Życiorys
Syn Karola (robotnika) i Anastazji z domu Szarlińskiej. W 1945 zamieszkał w Gdańsku, w 1956 ukończył I Liceum Ogólnokształcące w tym mieście, a w 1962 studia na Wydziale Łączności Politechniki Gdańskiej. Pracował na statkach Polskiej Żeglugi Morskiej, uzyskał uprawnienia do wykonywania zawodu elektryka okrętowego. Od 1963 do 1967 pracował jako pracownik naukowy na Politechnice Gdańskiej, następnie w latach 1967–1968 w Stoczni im. Komuny Paryskiej w Gdyni jako robotnik i projektant. Od 1967 do 1982 był członkiem PZPR. Od końca lat 60. związany z dziennikarstwem jako dziennikarz „Głosu Stoczniowca”, „Perspektyw”, „Życia Gospodarczego”, „Życia Literackiego” i „Zdania”. Był także wykładowcą dziennikarstwa na Uniwersytecie Jagiellońskim.
W okresie wydarzeń sierpniowych w 1980 uczestniczył w strajku w Stoczni Gdańskiej, publikował w biuletynie strajkowym. W 1980 został wiceprezesem Stowarzyszenia Dziennikarzy Polskich, pełnił tę funkcję do 1990, także w okresie delegalizacji SDP w związku z wprowadzeniem stanu wojennego. W 1982 objęty zakazem pracy w mediach państwowych, współpracował z czasopismami drugiego obiegu, był redaktorem „Wiadomości Krakowskich”. W 1989 pełnił funkcję redaktora naczelnego „Głosu Wyborczego Solidarności”, następnie dołączał do redakcji „Tygodnika Solidarność” i „Rzeczpospolitej”. W 1997 wykładał w Międzynarodowej Szkole Dziennikarskiej UJ. W drugiej połowie lat 90. pracował w tygodniku „Wprost”.
Od 1990 związany z polską dyplomacją – był konsulem generalnym RP w Nowym Jorku (1990–1996) oraz ambasadorem w Tajlandii, akredytowanym także w Birmie i na Filipinach (1999–2003).
Autor sztuk teatralnych, w tym Horoskopu zdjętego w 1976 przez cenzurę, a także scenariusza do filmu W każdą pogodę (1969). Twórca esejów i felietonów w prasie krajowej (m.in. w „Znaku”, „Gazecie Krakowskiej” i „Rzeczpospolitej”). Jako pisarz zadebiutował w 1966 powieścią Powracający z morza. Należy do Stowarzyszenia Pisarzy Polskich i PEN Clubu. W następnych latach autor licznych publikacji książkowych, w tym powieści i zbiorów esejów.

## Publikacje
- Powracający z morza,  Wyd. Morskie, Gdynia 1966.
- Wejście do wielkiej ligi, Wyd. Nasza Księgarnia, Warszawa 1973.
- Brzegiem Bałtyku, Wyd. Interpress, Warszawa 1975.
- Wyzwanie morza, Wyd. Książka i Wiedza, Warszawa 1975.
- Groźba, wyzwanie, nadzieja, Wyd. Literackie, Kraków 1979.
- Oblężenie. Powieść współczesna, Wyd. Literackie, Kraków 1981.
- Notatki gdańskie, Wyd. Aneks, Londyn 1982 (drugi obieg).
- Partia stanu wojennego, Wyd. Unia, Warszawa 1984 (drugi obieg).
- Nie bez końca... Memoriał dla władz PRL, Wyd. Most, Warszawa 1987 (drugi obieg).
- Błękitny kontynent, Wyd. Iskry, Warszawa 1986.
- Dokąd zmierza Ameryka? Czyli drugie czytanie Tocqueville’a, Wyd. Politeja, Warszawa 2001.
- Duch Rzeczypospolitej, Wyd. Naukowe PWN, Warszawa 2001.
- SOS, Wyd. Prószyński i S-ka, Warszawa 2005.
- Wołanie o sens, Wyd. Prószyński i S-ka, Warszawa 2006.
- Paradygmat. Powieść współczesna, Wyd. Austeria, Kraków 2011.
- Pójdę pluć na wasze trumny. Oficyna Wydawnicza „Volumen”, Warszawa 2015.
- Odnajdywanie sensu, Oficyna Wydawnicza „Volumen”, Warszawa 2017.
- Plątawisko, Oficyna Wydawnicza „Volumen”, Warszawa 2019.
- Nadzieja na sensowność świata, Wydawnictwo Copernicus Center Press, Kraków 2020.
- Wytrwałość, Wydawnictwo Nieoczywiste, Warszawa 2022.
- Śturc, Wydawnictwo Nieoczywiste, Warszawa 2023.
- Eseje sensowne, Wydawnictwo Copernicus Center Press, Kraków 2024.

## Odznaczenia i wyróżnienia
- Krzyż Kawalerski Orderu Odrodzenia Polski (2011)[6]
- Złoty Krzyż Zasługi (1994)[7]
- Odznaka honorowa „Zasłużony dla Kultury Polskiej”[2]
- Odznaka „Zasłużony Pracownik Morza”[2]
- II nagroda w konkursie miesięcznika „Astronautyka” na opowiadanie fantastycznonaukowe za utwór pt. Ballada o kosmonaucie (1963)[2]
- Główna nagroda w konkursie Oddziału Gdańskiego Związku Literatów Polskich i Gdańskiego Towarzystwo Przyjaciół Sztuk na powieść współczesną na temat Pomorza Gdańskiego za Powracającego z morza (1965)[2]
- I nagroda w międzynarodowym konkursie literackim w Moskwie za opowiadanie fantastycznonaukowe pt. Wznoszenie (1969)
- III nagroda w ogólnopolskim konkursie na reportaż prasowy o tematyce związanej z budową Portu Północnego (1974)[8]
- Nagroda w konkursie Gdańskiego Towarzystwa Przyjaciół Sztuk na sztukę współczesną za Horoskop (1975)[2]
- Nagroda im. Josepha Conrada za twórczość literacką i dziennikarską o tematyce morskiej (1976)[2]
- Nagroda Polcul Foundation (1985)[2]
- Nagroda im. Bolesława Prusa (1986)[5]